# Parafia Matki Bożej Nieustającej Pomocy w Łąkcie
Parafia Matki Bożej Nieustającej Pomocy w Łąkcie – parafia rzymskokatolicka należąca do dekanatu lipnickiego i diecezji tarnowskiej. Stworzona z inicjatywy ks. Antoniego Poręby. Została erygowana 27 czerwca 1986 roku. Do parafii należą Łąkta Górna i Łąkta Dolna.

## Proboszczowie
- 1986–2017 – ks. Stanisław Szczygieł
- od 2017 – ks. Janusz Czajka